# ジョン・レジス
ジョン・レジス (John Regis、1966年10月13日- )は、イギリスの陸上競技選手。1988年ソウルオリンピックの銀メダリストである。200mを得意とした短距離選手で、イギリスの選手として初めて200mで20秒の壁を破った選手である。1999年に現役を引退。

## 経歴
レジスは、1987年のローマで開催された世界選手権の200mで、優勝したアメリカのカルヴィン・スミスらとわずか100分の2秒差の激戦を繰り広げ3位となり銅メダルを獲得。
翌年の1988年ソウルオリンピックでは、エリオット・バニー、マイケル・マクファーレン、リンフォード・クリスティとともに4×100mRのイギリス代表として出場。ソ連に次いで銀メダルを獲得。1990年ヨーロッパ選手権では、100m、200m、4×100mR、4×400mRの4種目に出場。200mで金メダルを取ったほか、4種目すべてでメダルを獲得する活躍を見せた。翌年の東京で開催された世界選手権では、200mは準決勝で敗退したものの、4×100mRでは銅メダル。4×400mRでは、激戦の末アメリカを下す大金星で金メダルを獲得した。
1992年バルセロナオリンピックでは個人種目では200mで決勝に進出したものの6位に終わっている。しかし、4×400mRでは、デヴィッド・グリンドレー、ロジャー・ブラック、クリス・アカブシとともに出場し、アメリカ、キューバに次いで銅メダルを獲得。2大会連続リレー種目でのメダル獲得となった。1993年のシュトゥットガルトの世界選手権では、200mで19秒94と20秒の壁を破って銀メダルを獲得。さらに4×100mRでも37秒77のヨーロッパ新記録で銀メダルを獲得した。

## 自己ベスト
- 100m - 10秒15 (1993年)
- 200m - 19秒87 (1994年)
- 400m - 45秒48 (1993年)

## 主な実績
| 年   | 大会                             | 場所                           | 種目    | 結果 | 記録      |
| ---- | -------------------------------- | ------------------------------ | ------- | ---- | --------- |
| 1986 | コモンウェルスゲームズ           | エジンバラ(スコットランド)     | 200m    | 8位  | 21秒08    |
| 1987 | ヨーロッパ室内陸上競技選手権大会 | リエヴァン(フランス)           | 200m    | 3位  | 20秒54    |
| 1987 | 世界陸上競技選手権大会           | ローマ(イタリア)               | 200m    | 3位  | 20秒18    |
| 1988 | オリンピック                     | ソウル(韓国)                   | 4×100mR | 2位  | 38秒28    |
| 1989 | ヨーロッパ室内陸上競技選手権大会 | ハーグ(オランダ)               | 200m    | 2位  | 21秒00    |
| 1989 | 世界室内陸上競技選手権大会       | ブダペスト(ハンガリー)         | 200m    | 1位  | 20秒54    |
| 1990 | コモンウェルスゲームズ           | オークランド(ニュージーランド) | 100m    | 7位  | 10秒22    |
| 1990 | コモンウェルスゲームズ           | オークランド(ニュージーランド) | 200m    | 2位  | 20秒16    |
| 1990 | コモンウェルスゲームズ           | オークランド(ニュージーランド) | 4×100mR | 1位  | 38秒67    |
| 1990 | ヨーロッパ陸上競技選手権大会     | スプリト(ユーゴスラビア)       | 100m    | 3位  | 10秒07    |
| 1990 | ヨーロッパ陸上競技選手権大会     | スプリト(ユーゴスラビア)       | 200m    | 1位  | 20秒11    |
| 1990 | ヨーロッパ陸上競技選手権大会     | スプリト(ユーゴスラビア)       | 4×100mR | 2位  | 37秒98    |
| 1990 | ヨーロッパ陸上競技選手権大会     | スプリト(ユーゴスラビア)       | 4×400mR | 1位  | 2分58秒22 |
| 1991 | 世界陸上競技選手権大会           | 東京(日本)                     | 4×100mR | 3位  | 38秒09    |
| 1991 | 世界陸上競技選手権大会           | 東京(日本)                     | 4×400mR | 1位  | 2分57秒53 |
| 1992 | オリンピック                     | バルセロナ(スペイン)           | 200m    | 6位  | 20秒55    |
| 1992 | オリンピック                     | バルセロナ(スペイン)           | 4×100mR | 4位  | 38秒08    |
| 1992 | オリンピック                     | バルセロナ(スペイン)           | 4×400mR | 3位  | 2分59秒73 |
| 1993 | 世界陸上競技選手権大会           | シュトゥットガルト(ドイツ)     | 200m    | 2位  | 19秒94    |
| 1993 | 世界陸上競技選手権大会           | シュトゥットガルト(ドイツ)     | 4×100mR | 2位  | 37秒77    |
| 1993 | IAAFグランプリファイナル         | ロンドン(イギリス)             | 200m    | 2位  | 20秒34    |
| 1994 | コモンウェルスゲームズ           | ビクトリア(カナダ)             | 200m    | 2位  | 20秒25    |
| 1994 | IAAFワールドカップ               | ロンドン(イギリス)             | 200m    | 1位  | 20秒45    |
| 1995 | 世界陸上競技選手権大会           | イェーテボリ(スウェーデン)     | 200m    | 7位  | 20秒67    |
| 1998 | コモンウェルスゲームズ           | クアラルンプール(マレーシア)   | 200m    | 3位  | 20秒40    |